# Il canale degli angeli
Il canale degli angeli è un film del 1934 prodotto e realizzato da Francesco Pasinetti, che restò l'unico lungometraggio a soggetto da lui diretto.

## Trama
A Venezia, Daniele, stimato capo operaio, dirige una draga che sta scavando un nuovo canale lagunare, chiamato "il canale degli angeli". È sposato con Anna, molto più giovane di lui, ed i due hanno un bambino, Andrea. A causa di un infortunio sul lavoro Daniele resta immobilizzato per diverso tempo e non può accompagnare la moglie ad una festa popolare. Qui Anna conosce "il capitano", un giovane marinaio che, in attesa del sognato imbarco su un grande transatlantico, lavora come bigliettaio sui vaporetti che circolano a Venezia.
Il capitano è attratto dalla donna ed anche lei non è insensibile al fascino dell'uomo di mare, tanto che i due alla fine della festa si abbracciano e si baciano, senza accorgersi che il piccolo Andrea li sta guardando da lontano. Ora Andrea vive male il rapporto con sua madre e questo lo fa ammalare. Anna è combattuta tra gli affetti della famiglia ed il rapporto col giovane marinaio che le fa intravedere un mondo diverso. Sarà infine il capitano a decidere di andarsene con il primo piroscafo in partenza, anche se non è il lussuoso transatlantico sognato.

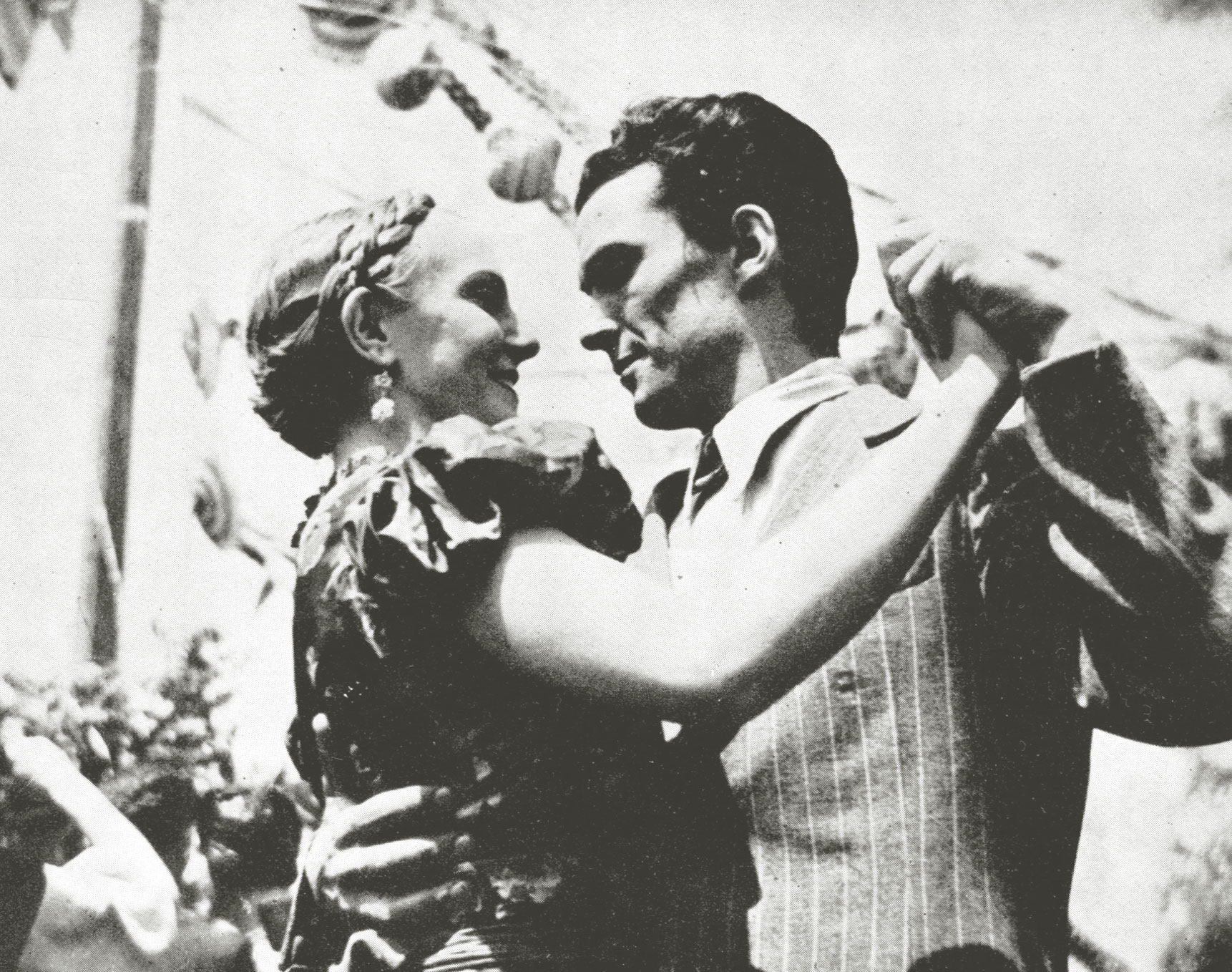
La festa popolare. Foto di scena del film con Maurizio D'Ancora

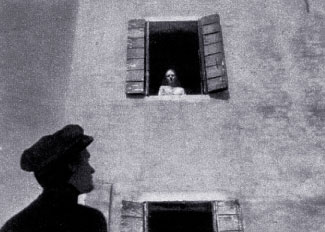
Il film mostra una Venezia non retorica ed inedita, vissuta dai suoi abitanti

## Realizzazione del film

### Soggetto e sceneggiatura
Il canale degli angeli è l'unico lungometraggio diretto da Francesco Pasinetti, che lo realizzò ancora ventitreenne, partendo da un soggetto scritto assieme al fratello, l'allora ventunenne Pier Maria Pasinetti. Entrambi appartenenti al CineGuf di Venezia, facevano parte di un gruppo di giovani che, nonostante il controllo esercitato dal fascismo, sperimentava nuove forme di linguaggio cinematografico. I due fratelli scrissero anche la sceneggiatura.

### Produzione
Per realizzare il film i Pasinetti avevano fondato nel gennaio 1934 una loro società di produzione, la "Venezia film" che si inseriva in un fermento di ricerca sulla cinematografia che all'inizio degli anni trenta era presente in diverse città, da parte di «giovani che hanno una preparazione concreta di gusto e di cultura e che pensano al cinema come ad una cosa seria». Data l'esiguità delle risorse economiche disponibili, la produzione aveva sede presso l'abitazione dei Pasinetti, mentre per il finanziamento venne riutilizzata la somma messa in palio dal concorso "Gino Mazzucchi" nel quale il soggetto La draga, scritto da Pier Maria e da cui poi derivò la vicenda narrata nel film, aveva vinto il primo premio.

### Riprese
Il film fu realizzato nell'estate del 1934 e venne girato quasi completamente in esterni a Murano, dove la troupe si trasferiva tutti i giorni con una barca, in particolare nel quartiere di San Pietro. Venne poi completato con gli interni realizzati a Roma presso la "Titanus" alla Farnesina. La lavorazione fu rapida, sia per le scarse risorse disponibili, sia per la volontà di presentare il film alla seconda Mostra di Venezia, in programma per l'agosto di quello stesso anno. Nei propositi di Pasinetti il film doveva essere soprattutto l'omaggio ad una Venezia vista nei suoi aspetti ambientali e sociali meno noti, come poi farà con i suoi numerosi documentari: «È la mia città - aveva detto - ed io la intendo sopra ogni altra cosa». 

### Apporti artistici
Al film parteciparono le due attrici esordienti Anna Ariani e Nina Simonetti, che poi non ebbero altri ruoli nel cinema, come invece accadde al bimbo Pino Locchi.  Non accreditato fu presente anche Otello Toso che dopo questa esperienza si trasferirà a Roma per iniziare una quasi trentennale carriera cinematografica. L'unico attore già affermato del film fu Maurizio D'Ancora che accettò di partecipare al film in quanto grande amico dei Pasinetti. Le musiche furono affidate a due compositori allievi di Malipiero. Il Canale degli angeli costituì anche l'esordio come direttore della produzione di Belisario Randone, che poi nel dopoguerra si dedicherà soprattutto alla televisione.

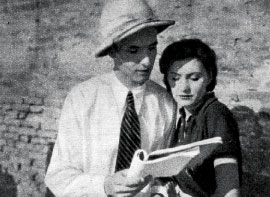
Immagine dal set de Il canale degli angeli, con il regista Francesco Pasinetti e l'attrice Anna Ariani

## Accoglienza
La lavorazione de Il canale degli angeli fu conclusa in tempo affinché, com'era intenzione dei realizzatori, esso potesse essere presentato alla Commissione selezionatrice della Mostra di Venezia del 1934. Ma l'iniziativa non ebbe seguito ed il film fu proiettato, ma solo fuori concorso, anche se di questo evento si conosce poco, poiché si trattò probabilmente di una visione privata in una sala secondaria alla fine della manifestazione, restando così un lavoro «completamente dimenticato dalla critica». Inoltre il film non arrivò mai nelle sale cinematografiche benché ne fosse stata annunciata nel febbraio 1935 l'imminente distribuzione.
I soli giudizi disponibili su questo unico film a soggetto diretto da Francesco Pasinetti, restano pertanto quelli delle occasioni retrospettive in cui fu presentato, nelle quali tutti i commentatori hanno evidenziato l'impostazione anti retorica di un'opera «quasi amatoriale». Un film da cui «traspare il senso della misura, quel rifuggire da ogni retorica (e che) mostra amore per una Venezia alquanto diversa da quella solo oleografica cara ai turisti di tutto il mondo, con una attenzione verso gli aspetti "umani" della città», oppure ai suoi aspetti industriali e produttivi, con scorci di ciminiere e stabilimenti.
Più recentemente Brunetta inserisce Il canale degli angeli nel filone del cinema realista che negli anni trenta produce opere come Acciaio o La fossa degli angeli. «Con dieci anni di anticipo - aggiunge Brunetta - rispetto a I bambini ci guardano, il film si rende testimone e partecipe di un bambino che capisce il dramma della madre, in un film da segnalare anche per la spontaneità del suo contatto con una immagine inedita di Venezia».
L'assenza di dati relativi all'accoglienza del film al tempo in cui fu realizzato si estende anche all'esito economico del film, che peraltro non ebbe alcuna distribuzione. Il canale degli angeli rimase così l'unica opera prodotta dalla "Venezia film" che non riuscì a realizzare il progetto di un secondo film ambientato nella Libia, al tempo colonia italiana, e fu chiusa poco dopo.